# Charles Peignot
Charles Peignot (* 16. August 1897 in Paris 6. Arrondissement; † 1. November 1983 ebenda) war ein französischer Typograf und Schriftdesigner. Fast 50 Jahre lang leitete er die Schriftgießerei Deberny & Peignot. 1957 gründete er die Association Typographique Internationale, deren erster Präsident er war.

## Leben und Werk
Charles Peignot wurde als Sohn von Suzanne Chardon und Georges Peignot geboren. Die Ehe mit der Sopranistin Suzanne Peignot bestand von 1920 bis 1933. Jérôme Peignot und Rémy Peignot sind Kinder aus dieser Ehe. In zweiter Ehe nahm er von 1936 bis 1978 die Schauspielerin Emmy Lynn zur Frau. Nach dem Tod seines Vaters übernahm er das Familienunternehmen G. Peignot & Fils. Die Aufgabe, sich um Finanzen und Verwaltungsaufgaben zu kümmern, übertrug er Henri Menut, sowie seinem Cousin Pierre Payet. Sein eigenes Interesse richtete sich auf die künstlerischen Aspekte. 
1925 knüpfte Peignot Kontakte zu Designern und Künstlern des Art déco und beauftragte A. M. Cassandre, eine Schrift für die Gießerei zu entwerfen. Ab 1926 gab er gemeinsam mit Maximilien Vox und anderen Les Divertissements Typographiques, eine typografische Vierteljahreszeitschrift, heraus. 1927 erschien die erste Ausgabe der Zeitschrift Arts et Métiers graphiques, die bis 1939 zweimonatlich erschien und eine Auflage von 4000 bis 5000 Exemplaren erreichte. Angesprochen werden sollten insbesondere Buchverlage und die Werbebranche. 1937 wurde die von Charles Peignot beauftragte und von A. M. Cassandre entworfene Schriftart Peignot veröffentlicht. Schon in den 1950er Jahren erwarb Charles Peignot eine Lumitype. Von 1952 bis 1960 arbeitete Adrian Frutiger für Charles Peignot.
Peignot zog sich Anfang der 1960er Jahre aus der Leitung des Familienunternehmens zurück. 1972 kaufte die Schweizer Haas’sche Schriftgiesserei Deberny & Peignot und  fusionierte später mit Linotype. 1973 legte Peignot sein Amt als Präsident der Association Typographique Internationale nieder. Er wurde von John G. Dreyfus abgelöst. Peignot starb 1983 im Alter von 86 Jahren in Paris. Der nach ihm benannte Preis Prix Charles Peignot wird seit 1982 verliehen.